# Röda Sten
Röda Sten est un centre artistique dans le port de Göteborg, près du pont d'Älvsborg à l'estuaire du Göta. Il organise des expositions, et dispose d'un restaurant et d'un bar avec terrasse extérieure.
En 2011 s'y tient la Biennale internationale d'art de Göteborg.
En 2012, il a accueilli le festival de punk rock West Coast Riot.

## Lien externe

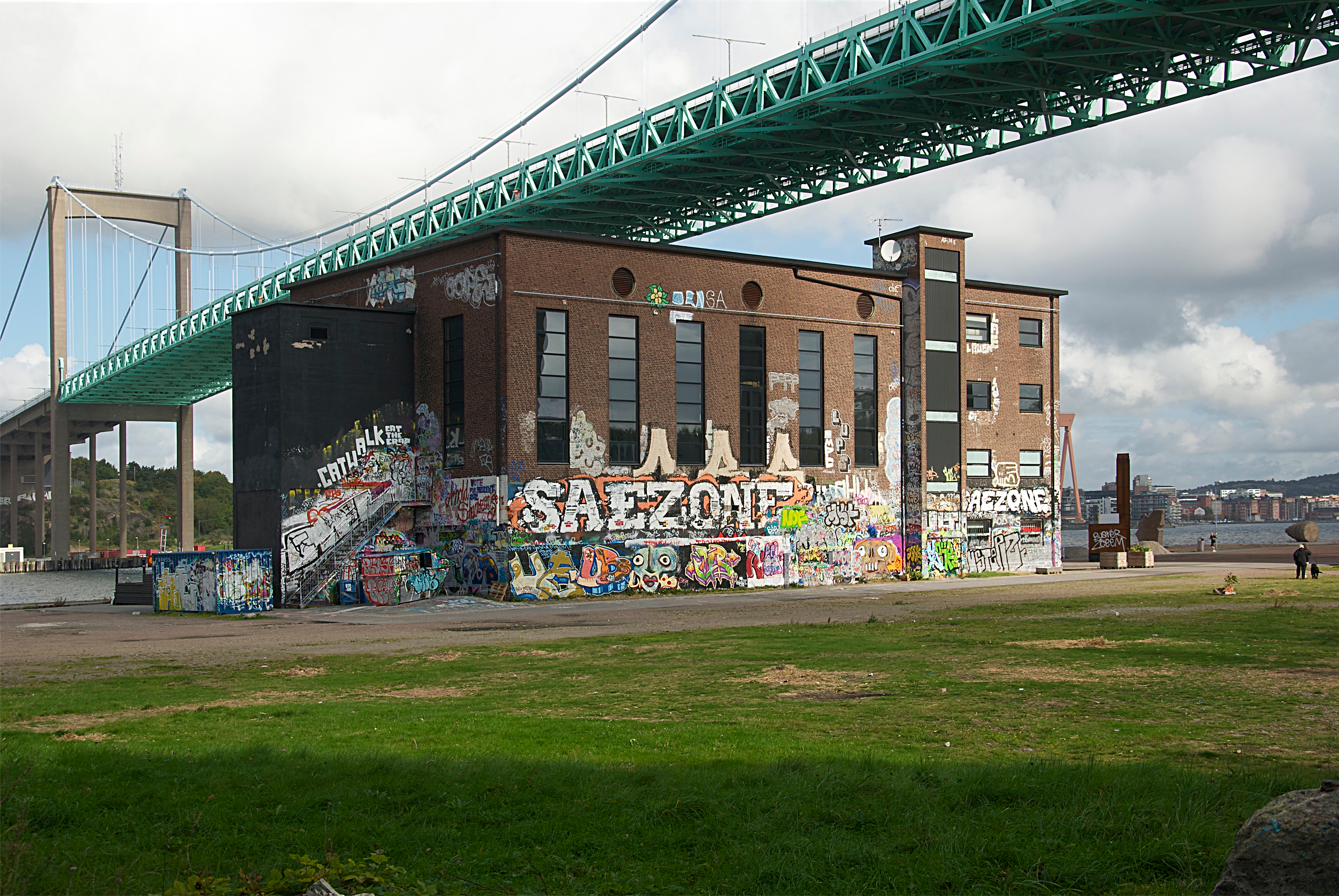
Röda Sten en 2011